# Тихая история
«Тихая история» — мультипликационный фильм.
Участвовал в конкурсной программе фестиваля «Суздаль-2004».

## Сюжет
Фильм об удивительном мире, который окружает маленького медвежонка и о его заботливой матери-медведице.

## Создатели
| режиссёр                  | Алексей Дёмин                                    |
| сценарист                 | Алексей Дёмин                                    |
| художники                 | Алексей Дёмин, Алёна Ромашова                    |
| художники-мультипликаторы | Екатерина Бойкова, Алексей Дёмин, Степан Бирюков |
| оператор                  | Андрей Кононов, Георгий Криницкий                |
| продюсеры                 | Александр Герасимов, Вячеслав Маясов             |
| роли озвучивали           | Алексей Колган                                   |

## Награды и призы
- 2004 — МКФ анимационных фильмов в Хиросиме (Спец. приз жюри, фильм «Тихая история»)
- 2004 — МКФ в Чжончжу (Приз жюри, фильм «Тихая история»)